# Voldoende Onderricht Persoon
De term Voldoende Onderricht Persoon (Nederland) of Gewaarschuwde (BA4) (België) komt uit de veiligheidsvereisten van de elektrotechniek. Hierbij gaat het om een persoon die niet over een elektrotechnische opleiding beschikt, maar wel werkzaamheden verricht in de elektrotechniek. Voldoende Onderricht Persoon / "gewaarschuwde" is de laagste aanwijzing (NL) of bekwaamheid (BE) die iemand kan ontvangen.

## Nederland
In Nederland stellen de NEN 3140 (laagspanning) en de NEN 3840 (hoogspanning) dat iedere werknemer een Aanwijzing moet ontvangen van de werkgever voordat hij elektrotechnische werkzaamheden mag uitvoeren. Op deze aanwijzing staat gespecificeerd welke werkzaamheden de werknemer mag uitvoeren, en of dit hoogspanning, laagspanning of beide betreft.

## België
In België wordt gebruikgemaakt van de Europese norm EN 50110. Naast deze elektrotechnische norm staan ook grote stukken in het Algemeen Reglement op de Elektrische Installaties (AREI).. Hierin worden dezelfde soort aanwijzingen gebruikt als in Nederland, alleen is er geen aparte regelgeving voor hoogspanning. Hierop staat gespecificeerd welke aanwijzing de persoon krijgt.
De bekwaamheid van gewaarschuwde (men spreekt vaak over BA4) gaat over 'personen die ofwel voldoende onderricht werden over de elektrische risico’s, verbonden aan de hen toevertrouwde werkzaamheden, ofwel permanent worden bewaakt door een vakbekwaam persoon (BA5) tijdens de hen toevertrouwde werkzaamheden, om de aan elektriciteit verbonden risico’s tot een minimum te herleiden'.

## Duitsland
In Duitsland wordt gebruikgemaakt van de Europese norm EN 50110. Naast deze elektrotechnische norm wordt ook gebruikgemaakt van de VDE normen (Verband der Elektrotechnik, Elektronik und Informationstechnik).

## Voldoende Onderricht Persoon
Een Voldoende Onderricht Persoon mag echter niet alle soorten werkzaamheden uitvoeren. De werkzaamheden moeten beperkt blijven tot de simpele met weinig risico, zoals: 
- het vervangen en monteren van wandcontactdoos
- het vervangen van smeltpatronen en mespatronen
- het aansluiten en afkoppelen van elektromotoren
- het resetten van thermische beveiligingen

Voor ander soort werkzaamheden waarbij werkzaamheden een groter risico aanwezig is, dan moeten de werkzaamheden volgens de NEN worden uitgevoerd worden door een Vakbekwaam Persoon (VP).